# Маврогени, Петре
Петре Маврогени (рум. Petre Mavrogheni; 1819, Яссы, Молдавское княжество — 20 апреля 1887, Вена, Австро-Венгрия) — румынский политический и государственный деятель, министр иностранных дел Объединённого княжества Молдавии и Валахии (1866), трижды министр финансов Румынии (1866—1867, 1867, 1871—1875), дипломат, экономист.

## Биография
Родился в богатой семье. Его отцом был Петре Маврогени, а матерью Роксандра Маврогени (урожденная Стурдза), сестра Михаила Стурза, господаря Молдавского княжества. Получил хорошее домашнее образование. Для продолжения образования был отправлен во французскую столицу.
Начал карьеру в качестве префекта в Галаце в 1849 году,  префектом полиции Ясс (1849 - 1850). Со временем, Маврогени занимал более важные государственные должности. В августе 1852 года был назначен главой Министерства общественных работ, в 1853 году стал губернатором.
Считается одним из самых способных финансистов Румынии. Умеренный политик, придерживающийся консервативных взглядов. 
В 1861 году служил в качестве министра финансов Молдавского княжества, после чего три раза занимал кресло министра финансов Румынии.
С 11 мая 1866 по 13 июля 1866 года занимал должность министра иностранных дел. Был послом Румынии в Королевстве Италия (1881—1882), в османской Турции (1882—1885) и в 1885—1887 годах в Австро-Венгрии .
Совместно с Михаилом Когэлничану в 1855 году, разработал законопроект по которому упразднялось рабство цыганского меньшинства в Молдавии. 22 декабря 1855 года этот закон был принят и рабство было отменено.